# Sankt Nicolai kyrka, Kosovica
Sankt Nicolai kyrka, eller Sankt Nikolai kyrka, (serbisk kyrilliska: Црква Светог Николе; latinska: Crkva Svetog Nikole) är en serbisk-ortodox kyrkobyggnad belägen i byn Kosovica nära Ivanjica, i Serbien.
Kyrkan är helgad åt Sankt Nikolaus av Myra och tillhör Žičas stift.

## Historik
Under medeltiden uppfördes det en tididgare kyrka på samma plats.
Den nuvarande kyrkan tros ha byggts under 1800-talet på grunden på den gamla kyrkan. Enligt traditionen byggdes den ursprungliga kyrkan efter slaget vid Kosovo, till minne av soldaterna som passerade genom området medan de drog sig tillbaka efter nederlaget 1389.

## Kyrkan
- Kyrkan har en stor halvcirkelformad absid.
- Kyrkan är enskeppig.
- Inuti finns ett tunnvalv.
- Det finns också illa bevarade delar av ikonostasen som tillhörde en tidigare kyrkan.

## Bilder

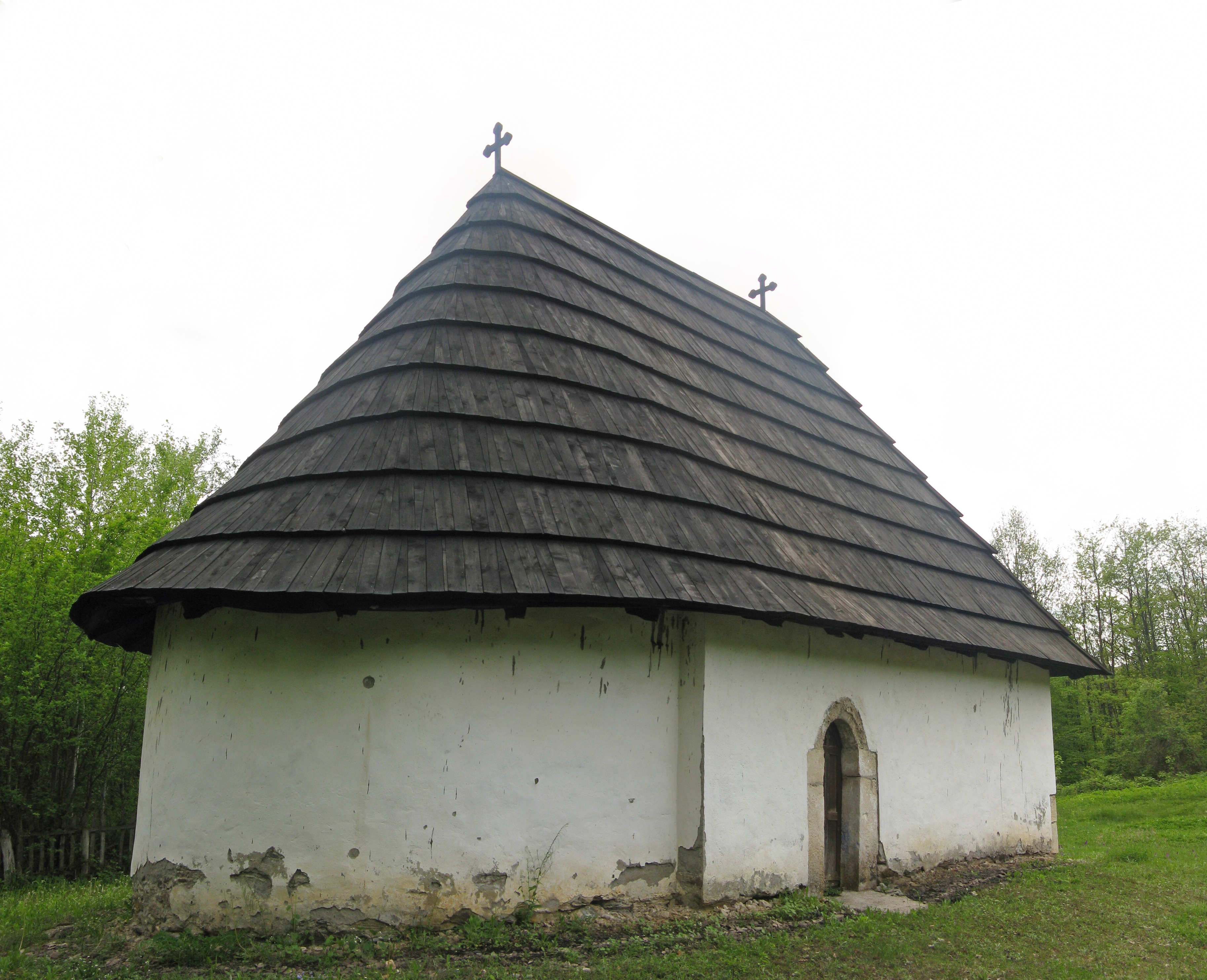
Norra sidan.
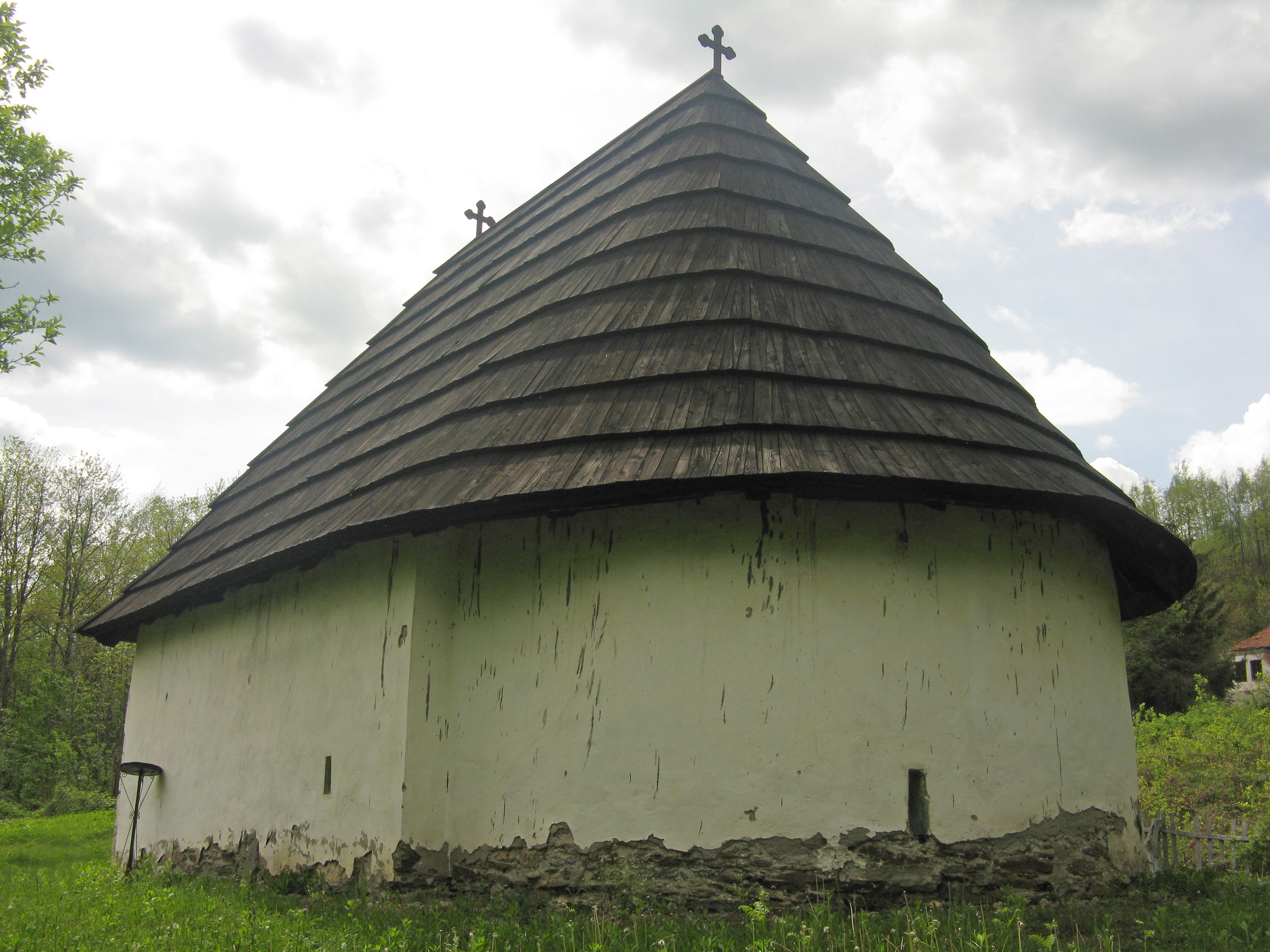
Östra sidan.
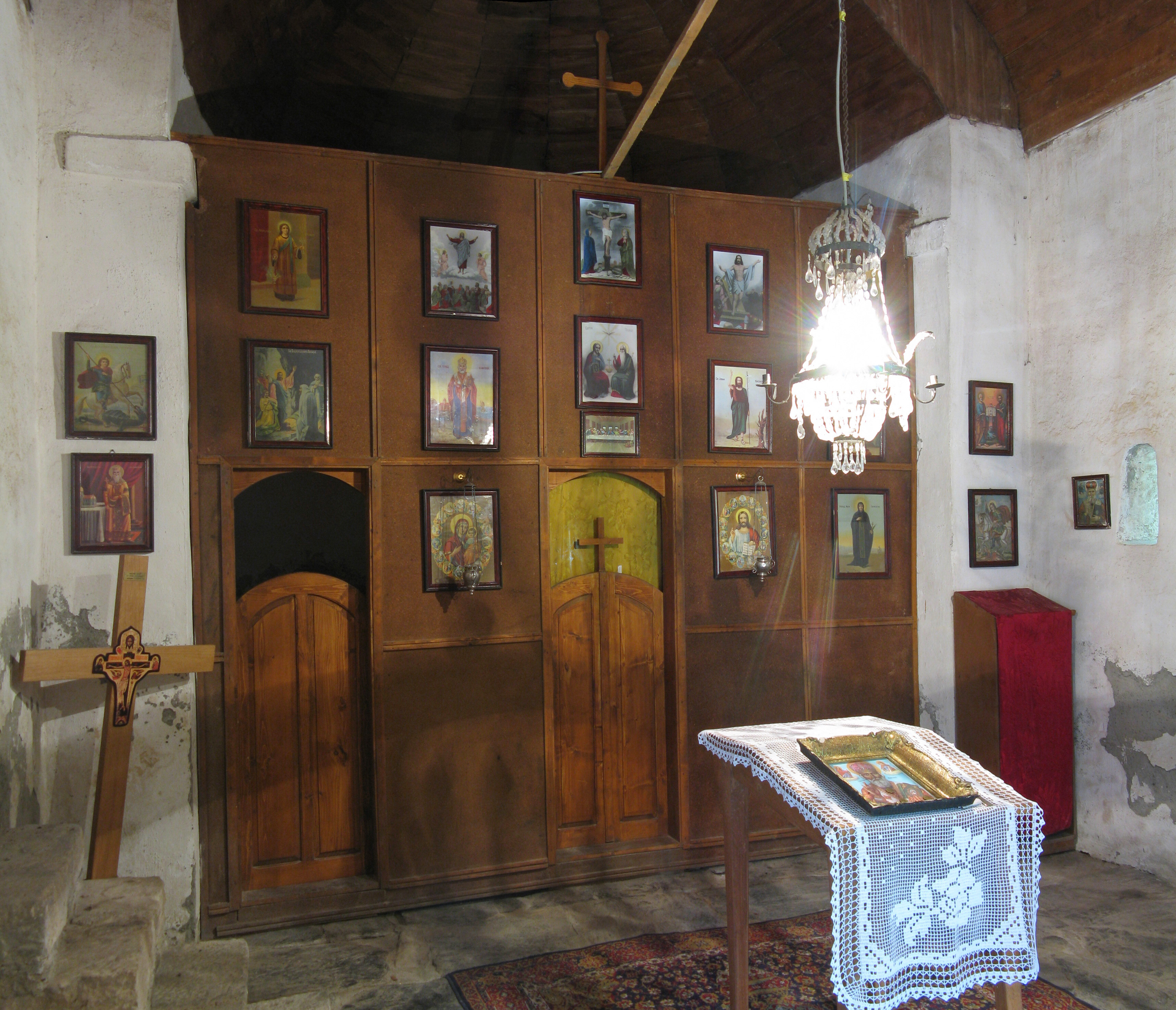
Kyrkans interiör mot ikonosatsen.